# ببجي
بلاير أنونز باتل غراوندز المعروفة باسم ببجي PUBG (بالإنجليزية: PlayerUnknown's Battlegrounds) أو ساحات معارك اللاعبين المجهولين، هي لعبة جماعية على الإنترنت من نوع ألعاب البقاء، صدرت في 23 مارس 2017. اللعبة متاحة على منصات متعددة، بما في ذلك أجهزة ويندوز، إكس بوكس ون، وبلاي ستيشن 4. في أوائل عام 2018، أطلقت نسختان للهواتف المحمولة على منصتي آي أو إس وأندرويد، من تطوير شركة تينسنت بالتعاون مع شركة بلوهول، لتوفير تجربة مشابهة للنسخة الأصلية. تعمل النسخة المحمولة بنفس محرك أنريل إنجن 4 المستخدم في تطوير النسخة الأصلية. كما أن اللعبة تدعم اللغة العربية.

## أسلوب اللعب
يتم اللعب بأسلوب التصويب من منظور الشخص الأول أو الثالث، حيث يصل عدد اللاعبين إلى 100 لاعب، وكل لاعب يهدف لأن يكون الناجي الأخير. يمكن للاعبين اختيار الخوادم التي يلعبون فيها بشكل فردي أو ضمن فرق مكونة من شخصين أو أربعة. في جميع الأحوال، يكون الفائز بالمباراة هو آخر شخص أو فريق يبقى على قيد الحياة.
في بداية كل مباراة، يقفز اللاعبون بالمظلات من طائرة إلى جزيرة دون أن يمتلكوا أي معدات. بعد الهبوط، يمكنهم البحث في المباني والمواقع المختلفة للحصول على الأسلحة، المركبات، والمعدات الأخرى، التي يتم توزيعها عشوائياً في جميع أنحاء الخريطة عند بدء المباراة.

## تطوير اللعبة
المصمم الرائد بريندان غرين، المعروف بلقب لاعب غير معروف على الإنترنت، هو من قام بإنشاء داي زد: باتل رويال، وهو تعديل (mod) للعبة آرما 2، ويُعتبر فرعًا من لعبة داي زي الشهيرة، والمستوحى من فيلم المعركة الملكية الصادر عام 2000. في عام 2013، عندما أطلق داي زد: باتل رويال، كان غرين، المولود في أيرلندا، يعيش في البرازيل لعدة سنوات ويعمل كمصور ومصمم جرافيك ومصمم مواقع إلكترونية، وكان يلعب ألعاب الفيديو مثل قوة دلتا: بلاك هوك داون والجيش الأمريكي.
اكتسب تعديل داي زي شعبية كبيرة بسبب محاكاته العسكرية الواقعية وطريقة اللعب المفتوحة. بدأ غرين بالعمل على خادم مخصص، وتعلم البرمجة على مر الوقت. كان يعتقد أن معظم ألعاب التصويب التقليدية تفتقر إلى التنوع، حيث كانت الخرائط صغيرة ويمكن حفظها بسهولة. لذلك، أراد إنشاء تجربة لعب أكثر عشوائية وغير متوقعة، مما يضفي عنصرًا قويًا من إعادة اللعب. حقق هذا الهدف عن طريق تصميم خرائط أكبر بكثير يصعب حفظها، واستخدام توزيع عشوائي للعناصر في أنحاء الخريطة.
استلهم غرين أيضًا من منافسة عبر الإنترنت للعبة داي زي تُسمى Survivor GameZ، والتي تضمنت معارك بين عدد من لاعبي تويتش ويوتيوب حتى يبقى القليل منهم فقط. ورغم أنه لم يكن منشئ محتوى بنفسه، إلا أنه أراد إنشاء تجربة لعب مماثلة يمكن للجميع الاستمتاع بها. كانت محاولاته الأولى مستوحاة جزئيًا من روايات مباريات الجوع، حيث يتنافس اللاعبون على الأسلحة في موقع مركزي. لكنه ابتعد عن هذا المفهوم ليتيح فرصة أفضل للبقاء عن طريق توزيع الأسلحة في أنحاء الخريطة، ولتجنب مشاكل حقوق الطبع والنشر المرتبطة بالروايات.
استوحى غرين أيضًا من فيلم المعركة الملكية فكرة المناطق الآمنة في اللعبة. ورغم أنه خطط لاستخدام مناطق آمنة مربعة الشكل، إلا أن نقص خبرته في البرمجة دفعه لاستخدام مناطق آمنة دائرية بدلاً من ذلك، وهو ما استمر حتى في تطوير لعبة PUBG.

## المنافسة المحترفة المهنية
للاحتفال بتجاوز مبيعات اللعبة مليوني نسخة، أعلنت شركة بلو هويل عن حدث خيري في عام 2017، حيث دعت 128 لاعبًا للتنافس على القناة الرسمية لـ تويتش بهدف جمع التبرعات لمؤسسة التواصل مع اللاعبين. قامت بلو هويل بالتبرع بمبلغ 100,000 دولار أمريكي، فيما بلغ إجمالي التبرعات، بما في ذلك مساهمات المشاهدين، حوالي 120,000 دولار أمريكي. هذا الحدث، الذي أُقيم في مايو 2017، شكّل نموذجًا أوليًا لأحداث الرياضات الإلكترونية المستقبلية للعبة.
في غيمز كوم، الذي أُقيم في أغسطس 2017، نظمت بلو هويل بالتعاون مع ESL أول بطولة رسمية للعبة، بجائزة إجمالية بلغت 350,000 دولار أمريكي. تضمنت البطولة أحداثًا منفصلة للاعبين الفرديين، فرق من لاعبين اثنين، فرق من لاعبين بمنظور الشخص الأول، بالإضافة إلى فرق من أربعة لاعبين. تضمن كل حدث ثلاث مباريات، وسجل اللاعب أو الفريق الذي حقق أعلى النقاط في جميع المباريات ليتوج بالفوز.
صرّح بريندان غرين بأن مفهوم "المعركة الملكية" كان يُتصور دائمًا كرياضة جماهيرية منذ تصميمها في آرما 2. ومع ذلك، اعتمدوا نهجًا تدريجيًا في تطوير ساحات القتال كرياضة إلكترونية، مشيرًا إلى أن الشركة لن تركز بالكامل على الرياضات الإلكترونية حتى يتم إصدار اللعبة بشكل كامل ومعالجة جميع الأخطاء الكبرى. أظهر حدث غيمز كوم 2017 بعض التحديات المتعلقة بتنظيم بطولات ساحات القتال الكبيرة التي تضم عددًا كبيرًا من اللاعبين، وتعاونت الشركة مع ESL لتحسين إدارة هذه الفعاليات في المستقبل. وأكد غرين أيضًا أن هناك حاجة لتطوير صيغة عرض تجعل مباريات ساحات القتال أكثر إثارة للجمهور، وهو أمر يتطلب بعض الوقت نظرًا لطبيعة اللعبة الناشئة، مقارنًا إياها بألعاب التصويب الراسخة متعددة اللاعبين.
في نوفمبر 2017، أقيمت بطولة من تنظيم إنتل في أوكلاند، بمشاركة 20 فريقًا يضم 80 لاعبًا، مع جائزة قدرها 200,000 دولار أمريكي.

## آثار اجتماعية
تحدثت تقارير صحفية عن تأثير ألعاب الموبايل، وأبرزها لعبة "PUBG"، والتي أُشير إلى تسببها في حالات طلاق في بعض البلدان. كما تم تسجيل وقوع حوادث عنف وشجارات بين بعض اللاعبين، وصلت في بعض الأحيان إلى القتل. نتيجة لهذه الأحداث، صدرت فتاوى دينية تحرّم اللعبة، باعتبارها تُسبب الإدمان وتعزز العداوة بين اللاعبين.

## حظر اللعبة
في مارس 2019، فرضت ولاية غوجارات الهندية حظرًا على لعبة "PUBG" بعد أن قررت الحكومة المحلية أن اللعبة تسبب "الإدمان والعنف المفرط" وغير مناسبة خلال فترة الامتحانات. تم القبض على عدد من الطلاب لمخالفتهم هذا الحظر. ومع انتهاء موسم الامتحانات، لم يتم تجديد الحظر في بعض مدن الولاية. وفي أبريل 2019، تم فرض حظر مماثل على اللعبة في نيبال والعراق، حيث أُشير إلى تأثيرها السلبي على الأطفال والمراهقين. ثم رفعت المحكمة العليا في نيبال الحظر، معتبرة أن الحكومة لا يمكنها فرض مثل هذا القرار الذي يتعارض مع الحريات الشخصية دون تقديم أسباب مقنعة.
في منتصف عام 2019، أصدرت الأردن ومقاطعة آتشيه الإندونيسية حظرًا مشابهًا على اللعبة.

### الهند
أصدرت السلطات الهندية قرارًا رسميًا يقضي بالسجن لكل من يلعب لعبة ببجي داخل الأراضي الهندية، وقد تم اعتقال 10 مراهقين هنود إثر مخالفتهم لهذا القرار. أثار هذا الإجراء موجة من السخرية والجدل بين العامة.

### العراق
في أبريل 2019، صدّق مجلس النواب العراقي بالإجماع على مقترح بحظر بعض الألعاب الإلكترونية الشهيرة، بما في ذلك لعبة ببجي، مشيرًا إلى تأثيرها "السلبي" على الشباب. وأوضح التقرير أن البلاد تعاني منذ فترة طويلة من نزاعات دموية على أرض الواقع. كما شمل القرار حظر المعاملات المالية المرتبطة بهذه الألعاب.

### الأردن
أعلنت الأردن رسميًا مطلع يوليو 2019 حظر لعبة ببجي القتالية الشهيرة. وصرّح مصدر مسؤول في هيئة قطاع الاتصالات الأردنية بأن جميع التقارير، وأبرزها تقرير منظمة الصحة العالمية، أكدت أن للعبة نتائج سلبية كبيرة، من بينها "الإدمان"، و"العصبية والاستفزاز"، و"العزلة الاجتماعية"، و"تفكك الأسر". وقد استدعت هذه النتائج الهيئة لاتخاذ قرار بحظر التطبيق داخل الأردن.

## وصلات خارجية
- الموقع الرسمي
- ببجي على موقع IMDb (الإنجليزية)

تحديث ببجي موبايل 3.4